# EBRC Jaguar
EBRC Jaguar (фр. Engin Blindé de Reconnaissance et de Combat Jaguar — Броньована розвідувально-бойова машина Jaguar) — французька броньована розвідувальна машина, яка замінить AMX-10 RC і ERC 90 Sagaie для розвідувальної та вогневої підтримки французької армії.

## Оператори
- — Французька армія планує придбати 300 Jaguar, 1872 Griffon і 978 Servals до 2030 року за програмою Scorpion, а також додатково 1060 Serval VLTP сегменту P haut до 2033 року.
- — Бельгійська армія придбає 60 ягуарів і 382 грифона.

## Галерея

EBRC Jaguar - березень 2022
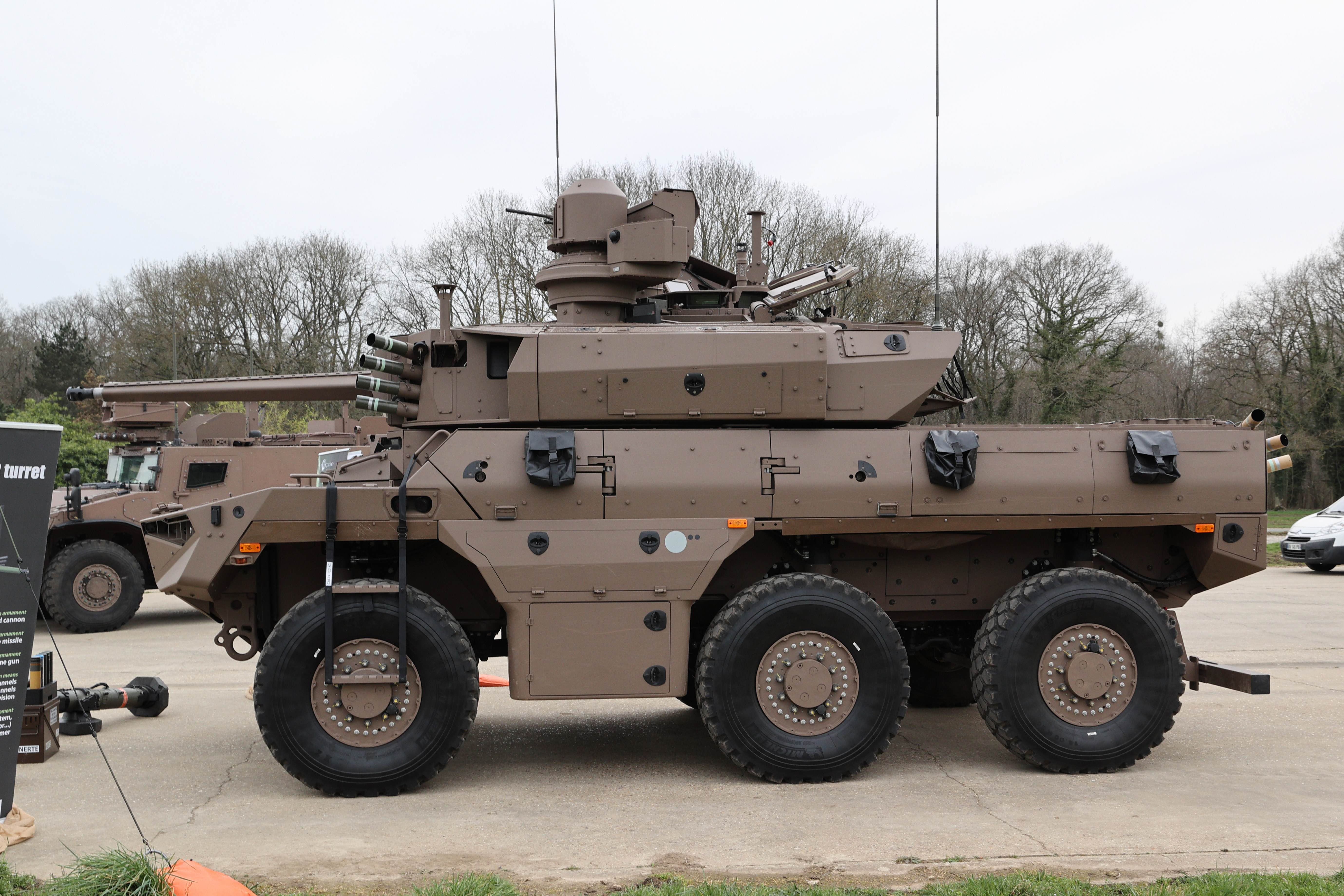
вид зліва
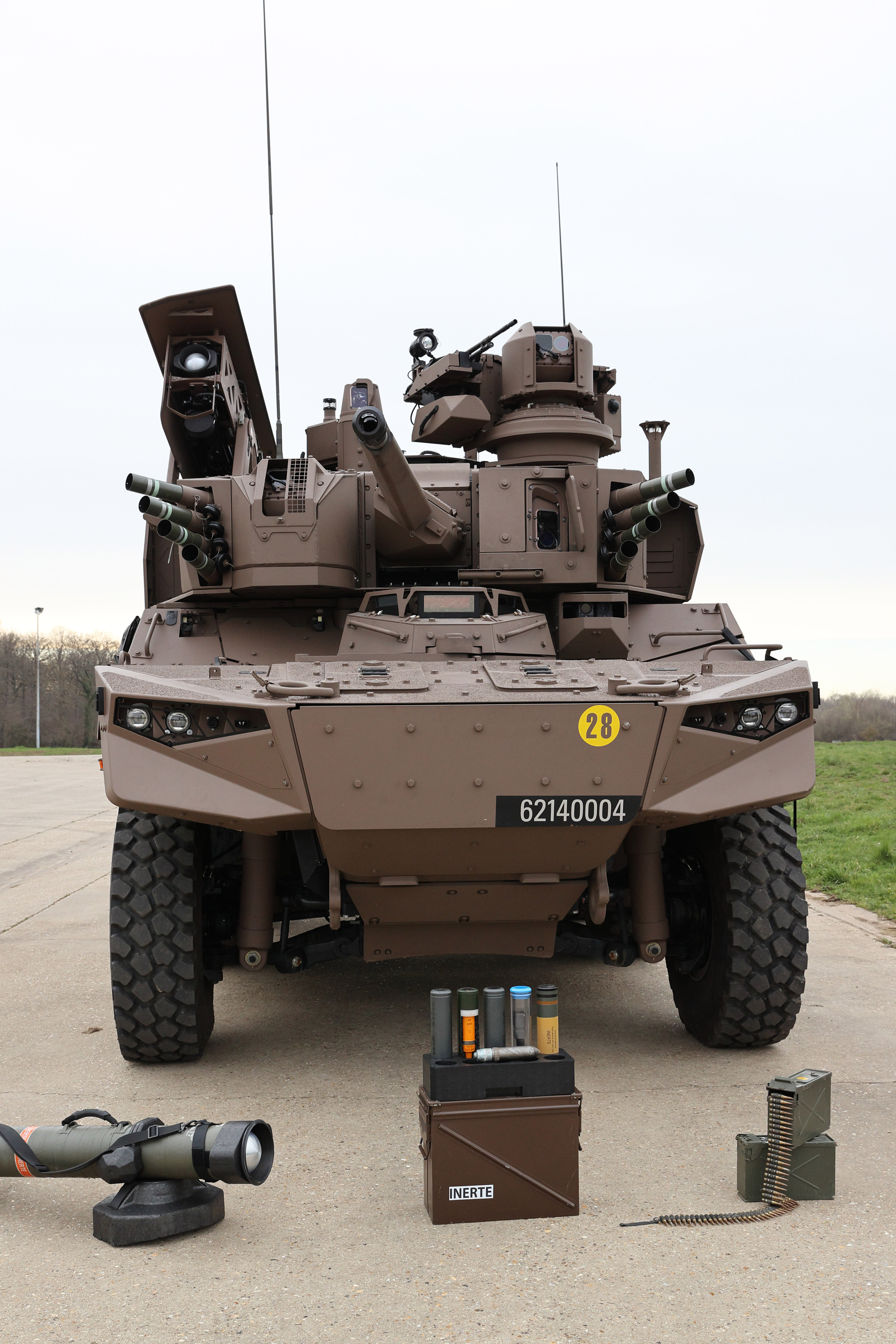
вигляд спереду
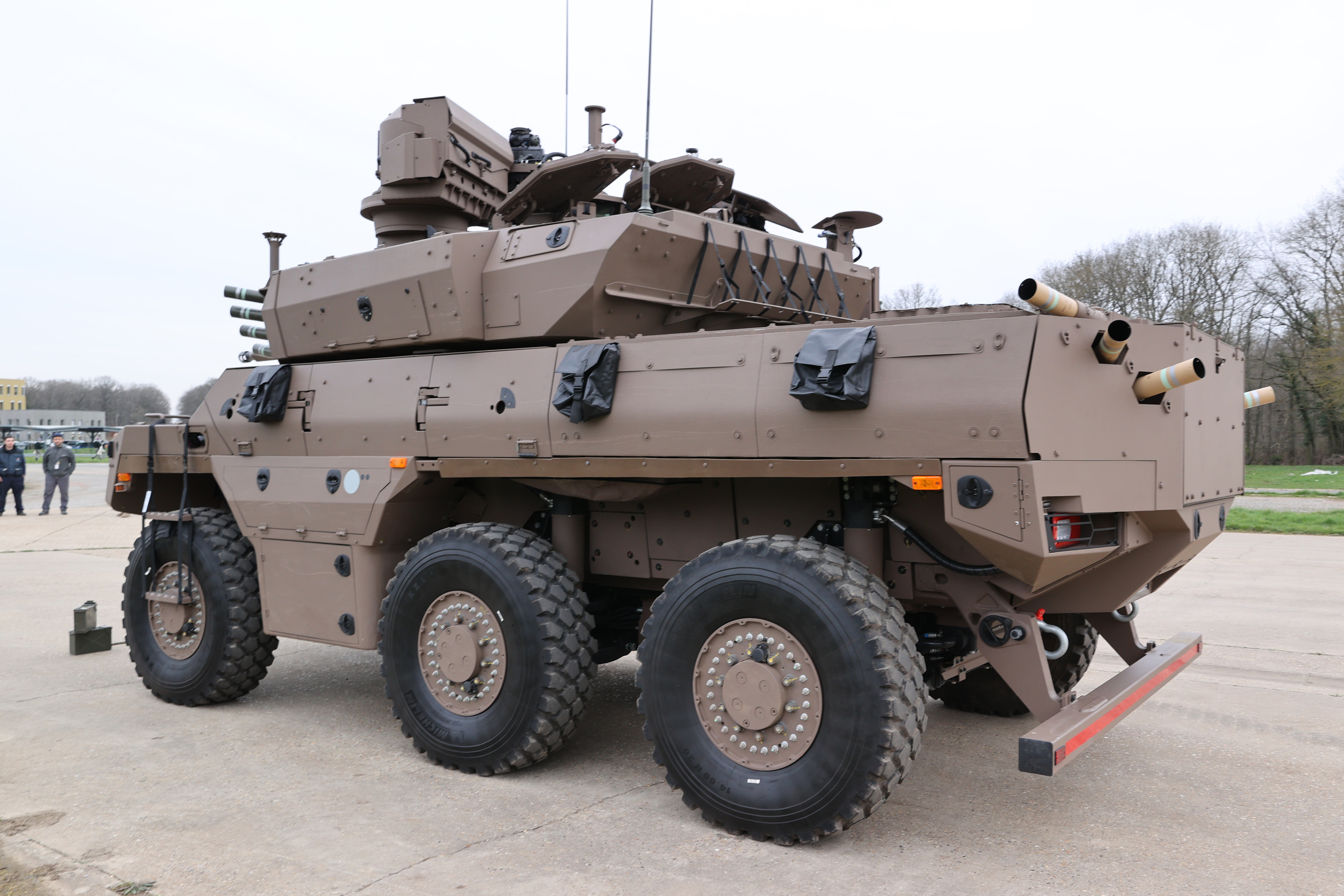
вид ззаду зліва